# Физико-математическая школа-интернат
Физико-математические школы-интернаты — в СССР, России и других республиках бывшего СССР специализированные школьные учебные заведения с углублённым изучением физики, математики и других предметов. Предназначались главным образом для обучения и проживания иногородних школьников последних 2-3 классов средней школы. Для поступления в школу-интернат требовалось сдать конкурсные экзамены по профилирующим предметам.
Первые физико-математические школы-интернаты (ФМШИ) были созданы в 1963 году в Москве, Ленинграде, Новосибирске и Киеве при Московском, Ленинградском, Новосибирском и Киевском государственных университетах соответственно. Позднее аналогичные школы-интернаты были открыты в Ереване, Тбилиси, Чебоксарах и других городах.
Из стен ФМШИ вышли многие известные учёные, преподаватели и инженеры. В начале 1990-х статус ФМШИ был изменён, и они были переименованы в СУНЦы (Специализированные учебно-научные центры), лицеи или академические гимназии.

## История
В конце 1950-х и в начале 1960-х в стране постепенно всё более осознавалась необходимость и полезность создания таких учебных заведений нового типа, в которых можно было бы совместить повышенный уровень образования школьников с возможностью набора и обучения учащихся из провинции. Одним из первых мысль о создании специализированных школ-интернатов публично сформулировал нобелевский лауреат академик Н. Н. Семёнов в статье, опубликованной в октябре 1958 в газете «Правда». Далее, приблизительно через месяц, статью в поддержку этой идеи в той же газете опубликовали академики Я. Б. Зельдович и А. Д. Сахаров, а в декабре 1958 в газете «Труд» идею поддержал академик А. Н. Колмогоров.
Идеи о создании школ с углублённым изучением математики, физики и других предметов, встретили не только одобрение, но и сопротивление. Так, академик М. А. Лаврентьев в статье, опубликованной в ноябре 1958 г. в газете «Правда», подверг критике предложения, высказанные Я. Б. Зельдовичем и А. Д. Сахаровым, заявив, что ими «делается ставка на вундеркиндов — ставка неправильная». По мнению М. А. Лаврентьева, высказанному в той же статье, нужно заботиться «не о том, чтобы скорее выделить и обособить быстродумов», а о том, чтобы развивать любовь к творчеству у широких слоёв молодёжи. Впоследствии, однако, М. А. Лаврентьев изменил свои взгляды, стал активным сторонником школ-интернатов и многое сделал для их образования и становления.
Первая в стране физико-математическая школа-интернат была создана под общим руководством и при содействии академика М. А. Лаврентьева в январе 1963 года в Новосибирске. В Ленинграде также было подготовлено открытие интерната, и весной 1963 г. было набрано два класса с тем, чтобы с сентября начать занятия. Однако, надёжной законодательной базы для создания и развития школ-интернатов в то время не существовало. Подготовительная работа по созданию такой базы в основном велась в Москве, а особенно большую роль в ней сыграл академик И. К. Кикоин. Ключевым моментом в этой работе стала подготовка и последующее направление в ЦК КПСС письма с обоснованием и предложением организации школ-интернатов при крупнейших университетах страны.
Письмо было подписано министрами оборонных отраслей промышленности А. И. Шокиным, В. Д. Калмыковым, П. В. Дементьевым и С. А. Зверевым; академиками В. А. Кириллиным, И. Г. Петровским и И. К. Кикоиным; министром высшего и среднего специального образования СССР В. П. Елютиным и министром просвещения РСФСР Е. И. Афанасенко. На письмо последовала положительная реакция сначала в виде резолюции секретаря ЦК КПСС М. А. Суслова а затем — Постановления Президиума ЦК КПСС.
В развитие принятого решения было издано Постановление Совета Министров СССР № 905 от 23 августа 1963 года «Об организации специализированных школ-интернатов физико-математического и химико-биологического профиля». В Постановлении содержалось решение об организации школ-интернатов при Московском, Ленинградском, Новосибирском и Киевском университетах, в нём был определён порядок организации школ-интернатов и их последующего функционирования. Осенью того же года Постановление было воплощено в жизнь, и все четыре ФМШИ стали функционировать в полном объёме.